# كفر أبو جندي
كفر أبو جندي إحدى قرى مركز قطور التابع لمحافظة الغربية بجمهورية مصر العربية.

## التاريخ
قرية كفر أبو جندي من القرى القديمة، حيث وردت باسم «شبرابار» في أعمال الغربية ضمن قرى الروك الصلاحي التي أحصاها ابن مماتي في كتاب قوانين الدواوين، كما وردت باسم «شبرى بار» في أعمال الغربية ضمن قرى الروك الناصري التي أحصاها ابن الجيعان في كتاب «التحفة السنية بأسماء البلاد المصرية».
وردت باسم «شبرى بار» في التربيع العثماني الذي أجراه الوالي العثماني سليمان باشا الخادم في عصر السلطان العثماني سليمان القانوني ضمن قرى ولاية الغربية، ظلت القرية تعرف باسم شبرابار حتى تاريخ 1228هـ/1813م الذي عدّ فيه قرى مصر بعد المسح الذي قام به محمد علي باشا باسم «كفر أبو جندي».

## السكان
بلغ عدد سكان كفر أبو جندي 5168 نسمة حسب تقدير عام 2018.
| السنة  | 1882 | 1897 | 1907 | 1927 | 1947 | 1960 | 1976 | 1986 | 1996 | 2006  | 2018 |
| ------ | ---- | ---- | ---- | ---- | ---- | ---- | ---- | ---- | ---- | ----- | ---- |
| القرية | 792  | 1432 | 1759 | 2028 | 2182 | 2857 | 3325 | 4172 | 5041 | 5,953 | 5168 |

## الأعلام
- محمد فوزي (1918 - 1966) مغني وملحن وسينمائي.[15]
- هدى سلطان (1925- 2006) ممثلة.[16]
- هند علام (1916 - 1997) مغنية.[16]